# Ивица Краљ
Ивица Краљ (Котор, 26. март 1973) је бивши југословенски фудбалски репрезентативац који је играо на позицији голмана. Тренутно је спортски функционер.

## Каријера
Краљ је рођен у Котору, а одрастао је у Тивту. Као пионир је постао члан Партизана. Јавност је за њега први пут сазнала у јесен 1989. године, када је због проблема са повредама голмана Омеровића, Краљ морао да буде резерва Пандуровићу на дербију против Црвене звезде, иако је имао тек 16 година. Исте године је седео на клупи 'црно-белих' на легендарној утакмици у Глазгову (Селтик - Партизан 5:4). После тога, провео је неколико сезона на позајмицама у Јастрепцу, Звездари и Арсеналу из родног Тивта.
За Партизан је дебитовао у сезони 1995/96. и ускоро постаје стандардни голман "црно-белих". За Партизан брани све до јесени 1998. године и у том периоду осваја с Партизаном две титуле првака (1995/96. и 1996/97) и један куп (1997/98). Краљ одлази у Порто али тамо не успева да се избори за значајнију улогу, па краће време брани на позајмици у Радничком из Крагујевца. У сезони 1999/00. потписује за холандски ПСВ Ајндховен, али ни ту не долази до пуног изражаја, па у сезони 2000/01. као позајмљени играч ПСВ-а брани за Партизан. Године 2003. Ивица Краљ се дефинитивно враћа у Партизан у којем брани наредне четири године. У том периоду Краљ са Партизаном осваја још један национални шампионат (2004/05) али је тај период у његовој каријери највише остао упамћен по његовој изузетној партији на утакмици квалификација за Лигу шампиона, августа 2003. против Њукасла.
Краљ остаје у Партизану до лета 2007, тада одлази у руски Ростов, а годину дана касније у Спартак из Трнаве, где завршава каријеру.

## Репрезентација
Одиграо је 41 утакмицу за репрезентацију Југославије. Дебитовао је 28. децембра 1996. против Аргентине (2:3) у Мар дел Плати, а последњи наступ за тадашње "плаве" имао је 5. септембра 2001. у квалификацијама за Светско првенство 2002, против Словеније (1:1) у Београду.
Био је учесник Светског првенства 1998. у Француској и Европског првенства 2000. у Белгији и Холандији.

## Остало
Живи са супругом Драганом и имају кћерку Сару.
У јануару 2015. је постављен за председника фудбалског клуба Мачва, и на тој функцији је био до 5. новембра 2020, када је поднео оставку.